# Криптоспоридии
Криптоспоридии (лат. Cryptosporidium) — род паразитических протистов из типа апикомплекс. Ранее рассматривались как монотипное семейство Cryptosporidiidae в составе класса спорозоа. По современным данным криптоспоридии образуют в системе споровиков самостоятельную группировку высокого ранга, ближайшими родственниками которой являются грегарины. Некоторые виды криптоспоридий способны поражать человека, вызывая заболевание пищеварительной системы криптоспоридиоз, обычно не опасное для людей со здоровой иммунной системой, однако часто являющееся фатальным для людей, страдающих иммунодефицитом.

## Общая характеристика
Представители рода Сryptosporidium — паразиты млекопитающих, птиц, рептилий и рыб. Как и у других споровиков, покровы криптоспоридий представлены пелликулой, однако характерные для апикомплекс микропоры в покровах не обнаружены. Коноид в составе апикального комплекса выражен слабо. Расшифровка генома Cryptosporidium parvum продемонстрировала крайнюю степень специализации криптоспоридий к паразитизму. Было обнаружено чрезвычайное упрощение метаболических путей и зависимость от питательных веществ хозяина, утрата характерной другим апикомплексам органеллы: апикопласта и его генома. Значительно редуцированными оказались и митохондрии, предположительно, тоже утратившие собственный геном.

## Жизненный цикл

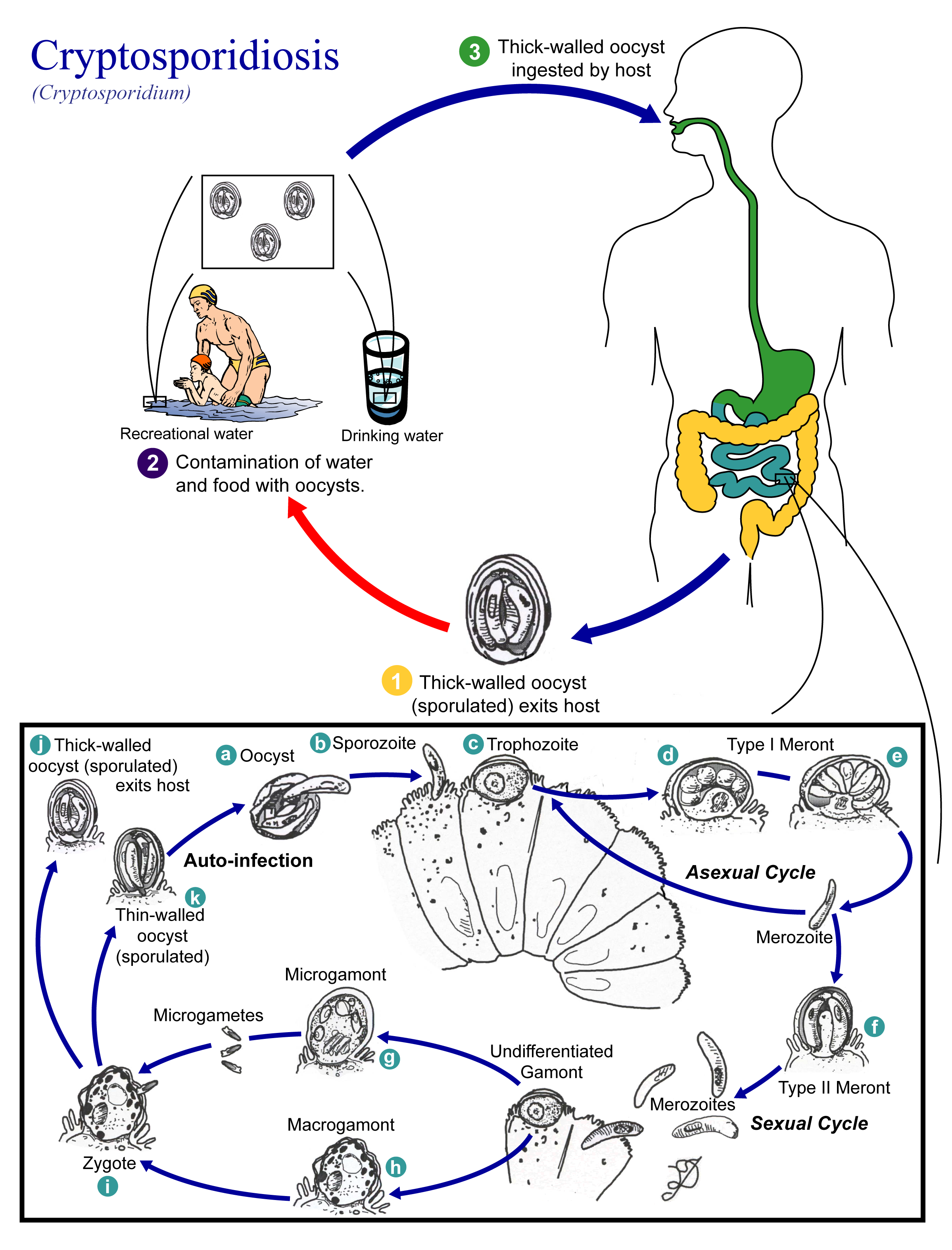
Жизненный цикл Cryptosporidium spp.

Описание жизненного цикла дается на примере наиболее изученного вида Cryptosporidium parvum. Заражение начинается с попаданием вместе с водой или пищей в пищеварительный тракт хозяина покоящейся стадии паразита — ооцисты. 4 спорозоита, содержащиеся в ооцисте, покидают её оболочку и движутся по направлению к эпителиальным клеткам кишечника. Достигнув энтероцита, паразит образует сложно организованную зону взаимодействия с клеткой хозяина, после чего вокруг криптоспоридии формируется экстрацитоплазматическая паразитофорная вакуоль, под защитой которой протекают все дальнейшие стадии развития патогена. Такой вариант расположения паразита, находящийся на границе между внутриклеточным существованием (которое мы наблюдаем у кокцидий) и внеклеточным (характерным для грегарин) уникален для рода Cryptosporidium.
Некоторое время паразит активно питается и растет, после чего переходит к мерогонии — размножению путём множественного деления. Образующиеся мерозоиты выходят в просвет кишечника и заражают другие клетки хозяина. В какой-то момент Cryptosporidium переходит к половому размножению, из мерозоитов развиваются особи полового поколения: микрогамонты и макрогомонты. Из микрогамонта развиваются до 16 бесжгутиковых гамет, которые выходят в просвет кишечника, находят макрогомонт и оплодотворяют его, в результате чего образуется зигота. Зигота претерпевает редукционное деление, инцистируется и превращается в ооцисту, содержащую 4 спорозоита. Считается, что если из зиготы образуется тонкостенная ооциста, то спорозоиты из неё могут выходить в кишечнике того же хозяина, осуществляя таким образом аутоинвазию. Ооцисты с толстой стенкой выводятся при акте дефекации во внешнюю среду для заражения других хозяев.

## Систематическое положение

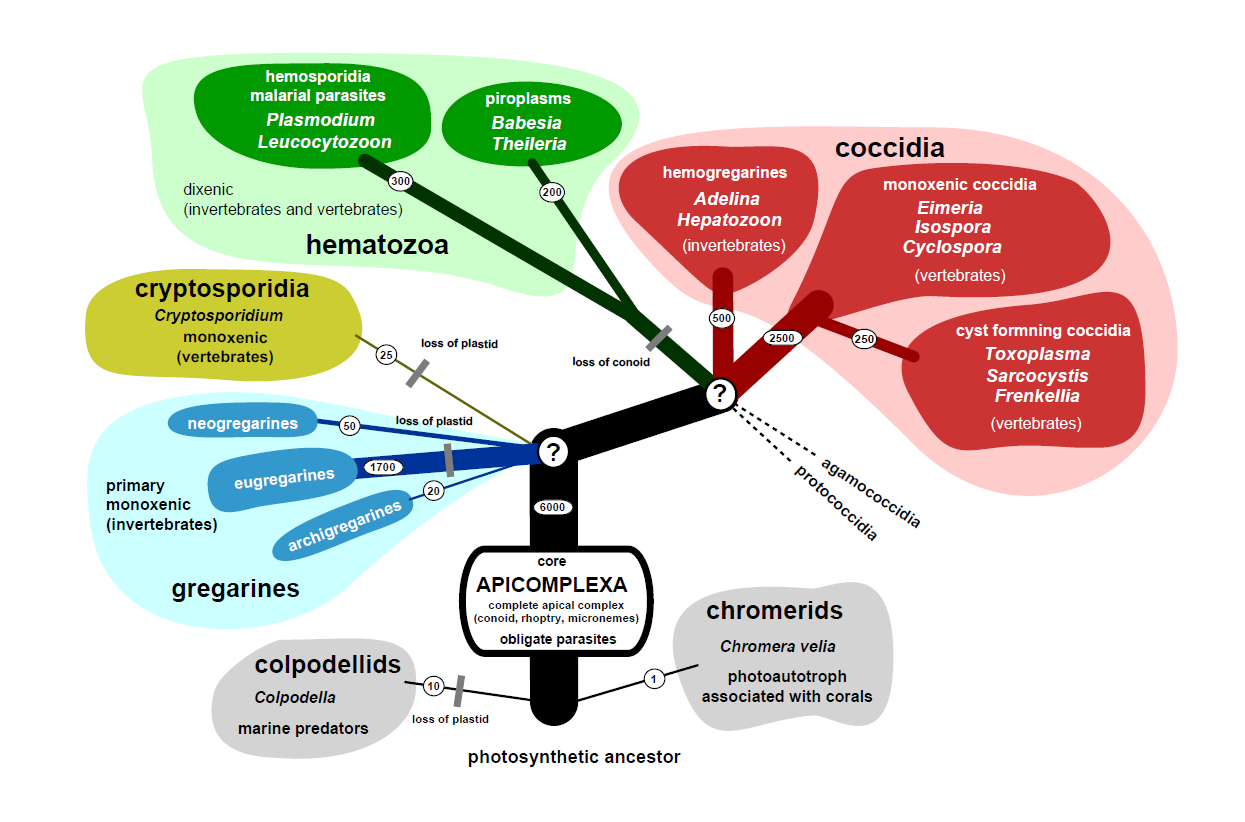
Гипотетическая схема положения различных групп внутри Apicomplexa

Согласно классическим представлениям, криптоспоридии рассматриваются как монотипное семейство Cryptosporidiidae отряда Eimeriida в составе класса кокцидий. Однако филогенетические исследования, выполненные на молекулярном уровне, демонстрируют, что представители рода Cryptosporidium формируют самостоятельную группировку в составе Apicomplexa, ближайшими родственниками которой являются грегарины.
Так как криптоспоридии обладают рядом уникальных признаков и по образу жизни напоминают одновременно как внутриклеточных паразитов кокцидий, так и полостных грегарин, их выделение в самостоятельную группировку кажется оправданным, независимо от того, какой из этих двух классов споровиков является их ближайшим родственником. Несмотря на то, что идея о самостоятельном положении криптоспоридий в составе апикомплекс высказывалась уже давно и является доминирующей в литературе, вышедшей после 2000 года, полноценная система споровиков, отражающая это представление, пока не была утверждена, и, таким образом старая система с включением рода Сryptosporidium в состав кокцидий до сих пор часто используется.
В работе Адла и коллег 2019 года по макросистематике эукариот род Cryptosporidium выделен в отряд Cryptogregarinorida, относящийся к грегаринам:53.

## Виды
По состоянию на 2013 год в род включают 30 видов: 

| - Cryptosporidium andersoni - Cryptosporidium bailey - Cryptosporidium bovis - Cryptosporidium canis - Cryptosporidium cichlidis - Cryptosporidium cuniculus - Cryptosporidium ducismarci - Cryptosporidium fayeri - Cryptosporidium felis - Cryptosporidium fragile | - Cryptosporidium galli - Cryptosporidium hominis - Cryptosporidium marcopodum - Cryptosporidium meleagridis - Cryptosporidium molnari - Cryptosporidium muris - Cryptosporidium nasoris - Cryptosporidium parvum - Cryptosporidium pestis - Cryptosporidium reichenbachklinkei | - Cryptosporidium ryanae - Cryptosporidium serpentis - Cryptosporidium scrofarum - Cryptosporidium scophthalmi - Cryptosporidium suis - Cryptosporidium ubiquitum - Cryptosporidium varanii (=Cryptosporidium saurophilum) - Cryptosporidium viatorum - Cryptosporidium wrairi - Cryptosporidium xiaoi |